# ミッション・ワイルド
『ミッション・ワイルド』（原題：The Homesman）は、2014年のアメリカ合衆国・フランスの西部劇映画。
トミー・リー・ジョーンズ主演・脚本・監督。リュック・ベッソン製作。出演は他にヒラリー・スワンク、グレイス・ガマー、メリル・ストリープなど。
19世紀半ばの西部開拓時代を舞台に、ネブラスカ準州から精神を病んだ3人の女性をアイオワの教会まで送り届けることになった独身の孤独な女性と初老の小悪党の旅を描いている。
原作はグレンドン・スウォーサウトの1988年の小説『The Homesman』。
日本では劇場未公開で、2016年に京都ヒストリカ国際映画祭で『ホームズマン』のタイトルで上映された。

## ストーリー
1854年、ニューヨーク出身の元教師のメアリー・ビー・カディは、新たな生き方を求めてネブラスカ準州ループの集落に移り住んだ。土地と財産を持ち暮らしに不自由はないが、31歳になっても独身で鬱病を患っていた。ある日近くに住むボブを夕食に誘って結婚を申し込むが断られてしまう。
その集落には精神的な病で苦しむ3人の女性がいた。3人の子供をジフテリアで亡くしたサワーズ夫人、夫に虐待され続けているスヴェンセン夫人、不作で悩んだあげく自分の子供を殺害したベルナップ夫人。ダウド牧師はアイオワ州ヘブロンのメソジスト教会でそのような女性の支援活動を行なっていると聞きつけ、彼女たちをそこに連れて行く提案をする。御者を選ぶくじ引きが行なわれ、メアリーも志願し彼女が選ばれた。女性の仕事ではないと周囲は反対するが、メアリーは人生の目的を見出すチャンスかもしれないと考えていた。
出発して間もなく、首に縄をかけられ馬に乗せられているジョージ・ブリッグスと名乗る初老の男と遭遇し、数百キロの長旅を手伝うのを条件に彼を助けてやった。自由になったブリッグスは約束を破って去ろうとするが、メアリーは300ドルの報酬を提示して彼を引き留めた。
旅の途中、攻撃的な先住民族と遭遇するがブリッグスの機転で難を逃れた。また、馬車から目を離した隙にサワーズ夫人が誘拐されてしまうがブリッグスが追いかけ救出した。さらに進むと先住民に荒らされた少女の墓を見つけ、立ち止まったら危険だという忠告を無視してメアリーは墓を修復するためその場に残った。
深夜になりようやく一行に追いついたメアリーは安堵のあまり泣き崩れた。自分にはブリッグスが必要だと思い込み結婚を申し込むが、ブリッグスは農場で暮らすなど無理だと言って断った。翌朝、メアリーは首を吊って死んでいた。遺体を埋葬していると彼女の服から300ドルを見つけ、女性たちを見捨てて出発しようとした。ところが彼女たちはブリッグスを追いかけてきた。ブリッグスは思い留まり、メアリーの意思を引き継いでアイオワに行くことを決意する。

## キャスト
※括弧内は日本語吹替
- ジョージ・ブリッグス: トミー・リー・ジョーンズ（小村哲生） - 初老の小悪党。
- メアリー・ビー・カディ: ヒラリー・スワンク（松野朋子） - 独身の孤独な女性。
- アラベラ・サワーズ: グレイス・ガマー（本郷さと子） - 精神を病んだ若い女性。
- シオライン・ベルナップ: ミランダ・オットー（中条智世） - 精神を病んだ女性。
- グロー・スヴェンセン: ソニア・リヒター（英語版）（天野由紀） - 精神を病んだ女性。
- ガーン・サワーズ: ジェシー・プレモンス（櫻井慎二朗） - アラベラの夫。
- ヴェスター・ベルナップ: ウィリアム・フィクナー（福里達典） - シオラインの夫。
- トール・スヴェンセン: デヴィッド・デンシック（小倉直寛） - グローの夫。
- アロイシャス・ダフィー: ジェームズ・スペイダー（櫻井慎二朗） - ブリッグスらの宿泊を拒否したホテルの主。
- アルサ・カーター: メリル・ストリープ（かとう有花） - アイオワの教会の牧師夫人。
- ボブ・ギッフェン: エヴァン・ジョーンズ（富澤雄基） - メアリー・ビーが求婚した男性。
- タビサ・ハッチンソン: ヘイリー・スタインフェルド - アイオワのホテルの若い女性従業員。
- アルフレッド・ダウド牧師: ジョン・リスゴー
- バスター・シェイヴァー: バリー・コービン（瀧川鯉朝）
- ポルヘマス夫人: ジョー・ハーヴェイ・アレン（英語版）
- ネッティ・ノールシュトク: キャロライン・ラガーフェルト（英語版） - グローの母親。
- 荷運び人: ティム・ブレイク・ネルソン - 逃げ出したアラベラをさらって行こうとした男。

## 作品の評価
Rotten Tomatoesによれば、批評家の一致した見解は「正統派だが、やや進歩的な西部劇『ミッション・ワイルド』は、トミー・リー・ジョーンズの監督としての経歴に新たに1つの魅力的な作品を加えている。」であり、156件の評論のうち高評価は80%にあたる125件で、平均点は10点満点中7点となっている。
Metacriticによれば、43件の評論のうち、高評価は32件、賛否混在は8件、低評価は3件で、平均点は100点満点中68点となっている。